# Askolds Hermanovskis
Askolds Fēlikss Hermanovskis (* 6. Septemberjul. / 19. September 1912greg. in Riga; † 18. August 1967 in New York City) war ein lettischer Skirennläufer.

## Leben und Karriere
Hermanovskis wurde als Sohn des Ingenieurs und Politikers Teodors Hermanovskis (1883–1964) geboren, er hatte drei Brüder. 1931 schloss er das 1. Staatsgymnasium Riga ab und belegte anschließend Architekturkurse an der Universität Lettlands, verließ die Universität 1936 jedoch ohne Abschluss. Im Februar 1936 nahm der Lette, der Mitglied des Universitäts-Sportclubs war, wie auch sein Landsmann Herberts Bērtulsons an der Alpinen Kombination der Olympischen Winterspiele im deutschen Garmisch-Partenkirchen teil; er belegte in der Abfahrt den 56. Rang und wurde im Slalomwettbewerb im zweiten Lauf disqualifiziert. Wenige Jahre später segelte Hermanovskis mit einer Yacht von Plymouth (England) nach Massachusetts (Vereinigte Staaten) und ließ sich auf Bermuda nieder. Er arbeitete als Exlibriskünstler und starb nach langer Krankheit im Alter von 54 Jahren in New York City.